# Запис орах код цркве (Скорица)
Запис орах код цркве (Скорица) се налази на парцели чији је власник Црквена општина.

## Локација
| Општина             | Ражањ                                                                       |
| Катастарска општина | Скорица                                                                     |
| Потес               | Парлог                                                                      |
| Координате          | 43° 47′ 36″ С; 21° 34′ 19″ И / 43.793199999999999° С; 21.571999999999999° И |
| Надморска висина    | 301m                                                                        |

## Карактеристике
Дендрометријске вредности утврђене на терену и сателитским снимцима:
| Стабло                     | Орах |
| Висина стабла              | m    |
| Обим дебла                 | m    |
| Пречник крошње             | 6m   |
| Пречник дебла              | m    |
| Висина дебла до прве гране | m    |

## База записа
Запис је у оквиру Викимедија пројекта "Запис - Свето дрво" заведен под редним бројем 0668.